# 론자
론자 그룹 AG는 스위스의 다국적 제약, 생명공학, 영양제 제조 기업으로, 바젤에 본사를, 유럽·북아메리카·남아시아에 주요 시설을 두고 있다. 19세기 후반 스위스에서 설립되었으며, 생물의약품 및 검출 시스템의 맞춤 제작과 생명과학 분야를 위한 서비스 등 제약·생물학 산업 관련 제품을 개발하고 있다.

## 역사
론자는 1897년 발레주에 위치한 스위스 소도시 감펠에서 설립되었다. 이름은 인근 계곡인  뢰첸탈에서 따온 것이다. 초기, 수력 발전과 C2 화학에서 질소 화학을 거쳐 석유 화학으로 발전한 후 정밀 화학과 생화학으로 사업 분야를 확장하였다.

## 같이 보기
- 의약품 위탁 생산(CMO)